# Ulrik Spies
Ulrik Spies (* 22. Dezember  1950 in Wuppertal-Elberfeld; † 12. Juli 2013) war ein deutscher Komponist, Musikproduzent und Schlagzeuger.

## Biografie

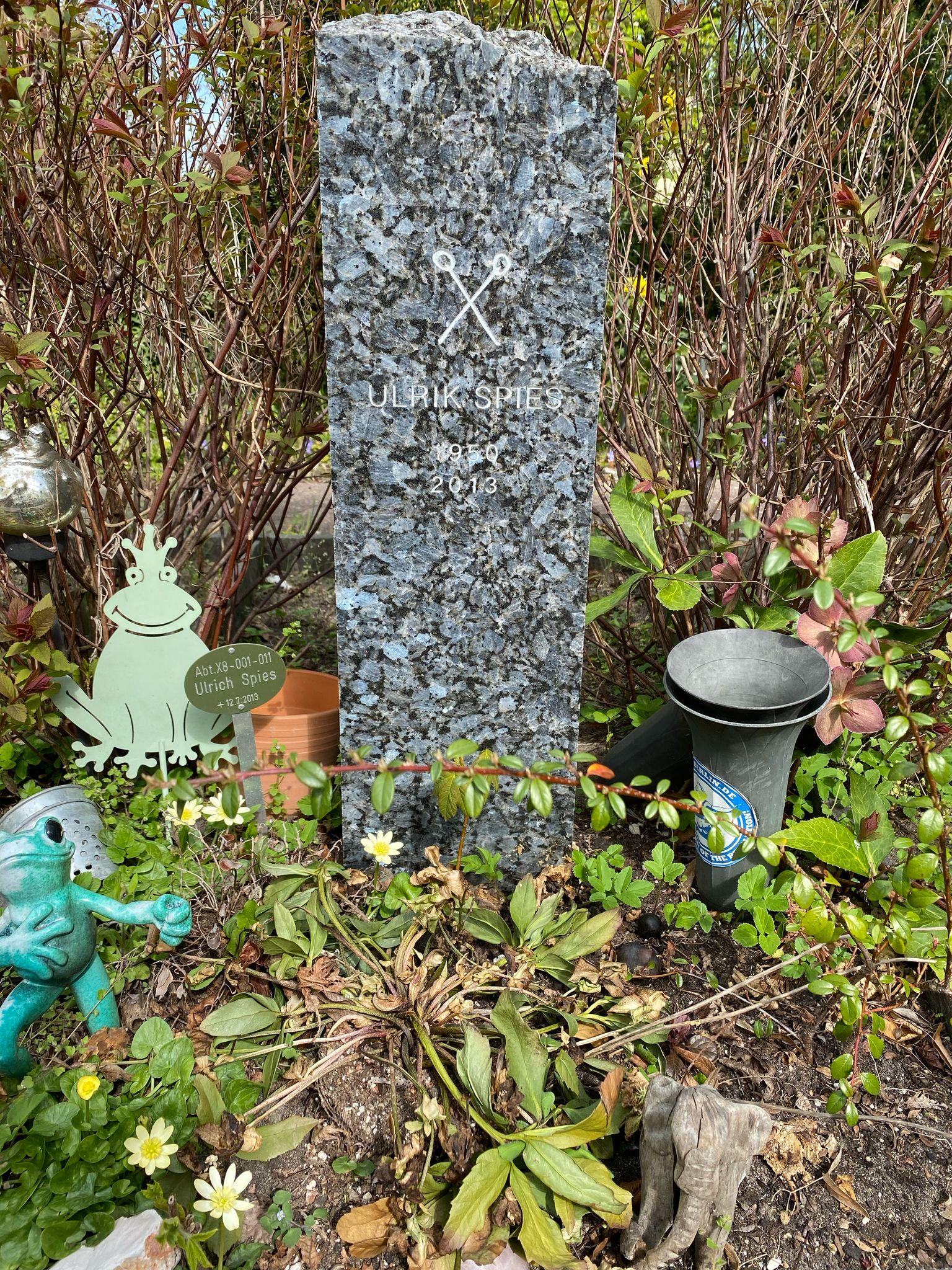
Grabstätte auf dem Alten St.-Matthäus-Kirchhof

Ulrik Spies erhielt eine 11-jährige Ausbildung an der Violine, bevor er nach seinem Abitur in Oberhausen am Konservatorium Bremen, der heutigen Hochschule für Künste Bremen, Schlagzeug, Percussion und Piano studierte. Anschließend musizierte er als Schlagzeuger für unterschiedliche Ensembles, Jazzformationen und Rockbands. Später produzierte er mit Künstlern wie Wigald Boning, Lars Rudolph, Stan Red Fox und Ben Becker Musik.
Gemeinsam mit dem Musiker Jacki Engelken spielte er zusammen in der Ben Becker Live Band. Mit ihm debütierte 1997 mit dem von Niki Stein inszenierten Komödie Still Movin’ als Filmkomponist. Seitdem komponierten Engelken und Spies für alle von Stein inszenierten Filmproduktionen die Musik, darunter zuletzt Wiedersehen mit einem Fremden, Vater Mutter Mörder und Rommel.
Er verstarb am 12. Juli 2013 und wurde auf dem Alten St.-Matthäus-Kirchhof in Schöneberg beigesetzt.

## Filmografie (Auswahl)
- 1997: Still Movin’
- 1998–2006: Tatort (Fernsehreihe)
  - 1998:  Manila
  - 1999: Norbert
  - 1999: Martinsfeuer
  - 2002: Oskar
  - 2003: Frauenmorde
  - 2003: Das Böse
  - 2005:  Schürfwunden
  - 2005: Leerstand
  - 2006: Der Tag des Jägers
  - 2006: Pauline
- 1999: Gomez – Kopf oder Zahl
- 2004: Die Konferenz
- 2004: Die Quittung
- 2006: Der Mann im Strom
- 2007: Die Todesautomatik
- 2008: Die Frau aus dem Meer
- 2008: Der große Tom
- 2009: Der Tiger oder Was Frauen lieben!
- 2010: Bis nichts mehr bleibt
- 2010: Liebe deinen Feind
- 2010: Morgen musst Du sterben
- 2010: Wiedersehen mit einem Fremden
- 2011: Vater Mutter Mörder
- 2012: Rommel
- 2012: Überleben an der Wickelfront